# (5040) Rabinowitz
(5040) Rabinowitz ist ein Asteroid des Hauptgürtels, der am 15. September 1972 vom niederländischen Astronomen Tom Gehrels am Palomar-Observatorium (IAU-Code 675) in Kalifornien entdeckt wurde.
Der Asteroid wurde nach dem US-amerikanischen Astronomen David Lincoln Rabinowitz (* 1960) benannt, der sich hauptsächlich mit dem Kuipergürtel und den Objekten des äußeren Sonnensystems befasst.